# Route départementale 7 (Ardennes)
Pour les articles homonymes, voir Route départementale 7.
La route départementale 7, abrégée en D7, est une route départementale des Ardennes qui relie Fumay à Hargnies, en passant par Haybes.
La D7 traverse la pointe de Givet et se prolonge en Belgique au-delà des frontières ouest et est, respectivement par les N990 direction Viroinval, et N952 direction Gedinne.

## Tracé
- frontière avec la Belgique
- Fumay, tronc commun avec la D8051 sur 300 mètres
- Haybes
- Hargnies
- Pont-Colin, commune de Gedinne, frontière avec la Belgique